# Comodo Firewall
Comodo Firewall — безкоштовний персональний файрвол компанії Comodo для Microsoft Windows XP, Vista та Windows 7. Comodo Firewall входить до складу Comodo Internet Security.

## Можливості програми
- Проактивний захист.
- Захист від інтернет-атак.
- Захист від переповнення буфера.
- Захист від несанкційованого доступу.
- Захист важливих системних файлів і записів реєстру від внутрішніх атак.
- Виявлення переповнення буфера, яке відбувається в HEAP пам'яті.
- Виявлення нападів ret2libc.
- Виявлення зруйнованих / поганих SEH ланцюжків.